# IJzeren Bareel
IJzeren Bareel is een buurtschap en straat in de gemeente Spiere-Helkijn, gelegen tussen Spiere en Dottenijs, op de grens van West-Vlaanderen met Henegouwen.
Het is de Catoirestraat die naar Wallonië voert. De eigenlijke IJzeren Bareel voert door Vlaanderen zuidwaarts via Spiere naar Pecq.
In 1991 werd aan de westzijde van de IJzeren Bareel een bedrijventerrein aangelegd.
Industrie was er al eerder, want in 1928 werd er een rubberfabriek gevestigd, Le Gommage Anglais genaamd. Dit was de eerste rubberfabriek in België. Aldus was België niet langer meer van de invoer vanuit het buitenland afhankelijk. Dit complex omvat enkele gebouwen en een schoorsteen en was gevestigd op IJzeren Bareel 14-16.